# Sârbi, Bârzula
Sârbi de asemenea și Șerbi (în ucraineană Серби, transliterat: Serbî) este un sat în comuna Codâma din raionul Bârzula, regiunea Odesa, Ucraina.

## Demografie
Componența lingvistică a comunei Sârbi
     Ucraineană (96,82%)
     Rusă (2,45%)
     Alte limbi (0,47%)
Conform recensământului din 2001, majoritatea populației comunei Sârbi era vorbitoare de ucraineană (96,82%), existând în minoritate și vorbitori de rusă (2,45%).